# Palais Caffarelli al Campidoglio
Le palais Caffarelli al Campidoglio (ainsi nommé pour le distinguer des autres que la famille Caffarelli possédait à Rome - le palais Vidoni Caffarelli et le palais Della Porta Negroni Caffarelli du XIXe siècle, via Condotti) se dresse sur le côté sud-ouest de la colline du Capitole et abrite aujourd'hui une aile des musées du Capitole et leur cafétéria panoramique.

## Histoire
L'histoire « germanique  » du palais Caffarelli commence avec Giovanni Pietro I Caffarelli, qui avait été le page de Charles Quint lorsque la famille Caffarelli avait accueilli l'empereur dans le palais de la via del Sudario lors de son séjour romain en 1536. En guise de remerciement, les Habsbourg lui avaient donné l'esplanade sur la roche Tarpéienne, au-delà du palais des Conservateurs, dans une position éminente sur le Tibre et la ville d'un point de vue topographique et historique, sachant qu'à cet endroit, dans l'Antiquité, le temple de Jupiter Capitolin s'y trouvait. 
Malgré sa gloire passée, ce côté du Capitole était désormais réduit au pâturage des chèvres, au point d'avoir acquis le nom - qu'il conserve toujours - de Monte Caprino. La construction du palais a été longue et a commencé par la récupération sur place de colonnes antiques par Giovanni Pietro , se terminant par le fils de ceux-ci, Ascanio Caffarelli, quelques décennies plus tard, dans le dernier quart du XVIe siècle  . 
Le palais, qui donnait sur la cour des Conservatoires, était accessible depuis le portail monumental qui existe toujours sur la Via delle Tre Pile et sous lequel deux inscriptions sont inscrites : du côté extérieur IOANNES PETRVS CAFARELLIVS et du côté intérieur l'année MD LXXXIIII (1584). Le bâtiment avait trois étages et deux jardins et a été rénové plusieurs fois, mais il n'était pas connu pour ses mérites artistiques particuliers, ni pour la famille. 
Au fil du temps, plusieurs dépendances ont vu le jour sur la propriété, souvent de nature agricole, louée à des particuliers. Le palais avait été loué à l'ambassadeur de Prusse en 1823 et en 1829, l'Institut de correspondance archéologique (aujourd'hui l'Institut archéologique allemand) avait été fondé sous le patronage de l'ancien prince héritier de Prusse, futur roi Frédéric-Guillaume IV. Au fil des ans, les Prussiens avaient ensuite construit un hôpital germanique et une bibliothèque, jusqu'à ce qu'ils acquièrent la propriété de tout le côté ouest de la colline du Capitole à la famille Caffarelli en 1853. L'achat ne s'est pas déroulé sans résistance de Pie IX et de la municipalité de Rome, mais le procès intenté par la municipalité et les tentatives d'expropriation sont restés caduques ou ont été abandonnés, face à la pré-puissance du Kaiser . La dernière phase de la «germanisation» du Monte Caprino a été, en 1873, la transformation du "Granarone» en un nouveau site plus grand de l'Institut archéologique (le bâtiment est toujours visible sur via del Teatro di Marcello, actuellement le siège de bureaux de la municipalité de Rome). 
La propriété et les annexes que les Prussiens avaient construites ont été récupérées par la municipalité de Rome avec la fin de la Première Guerre mondiale et l'effondrement de l'Empire allemand en 1918 ; un différend surgit sur la bibliothèque de l'institut, qui fut ensuite résolu à l'amiable en 1920. Les bâtiments de l'ancien Institut archéologique et de l'ancien hôpital teutonique appartiennent toujours à la municipalité de Rome, qui les a utilisés comme bureaux avant d'approuver récemment leurs travaux de restauration et de restructuration, afin d'être utilisés comme espaces de direction et d'exposition pour les musées du Capitole ,.  
Le palais Caffarelli a été partiellement démoli en 1918 et reconstruit en 1922 avec quelques modifications: la terrasse Caffarelli a été créée et un musée Mussolini (à partir de 1950 Museo Nuovo) a été créé dans dix salles. Ces salles étaient connectées au Braccio Nuovo naissant des musées du Capitole en 1952, mais déjà quelques années plus tard, elles ont été fermées en raison de problèmes statiques. Les fouilles archéologiques se poursuivent cependant dans le jardin et dans les fondations du temple de Jupiter , .

## Galerie d'images

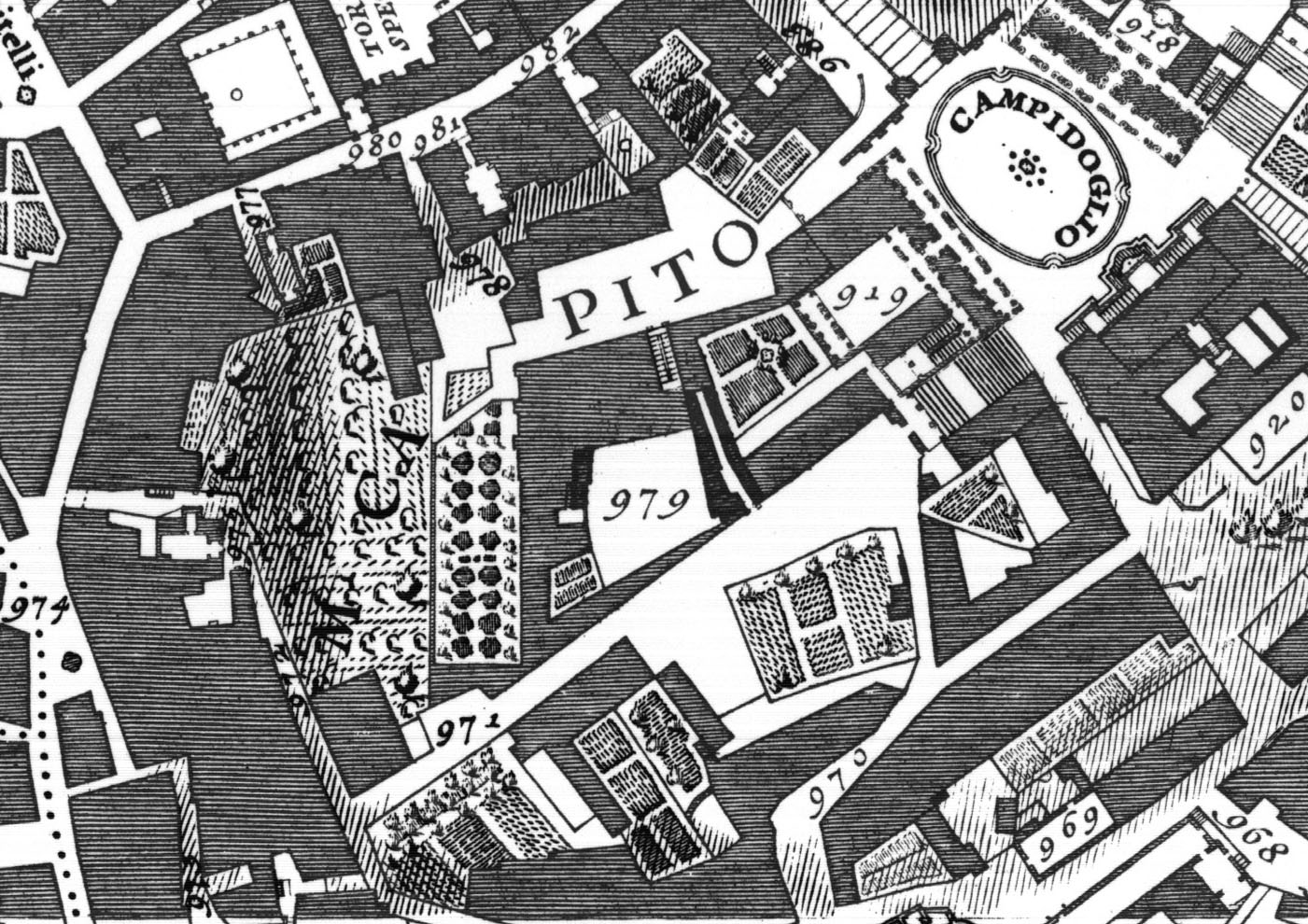
La colline du Capitole et le palais Caffarelli dans la topographie de Nolli (1748).
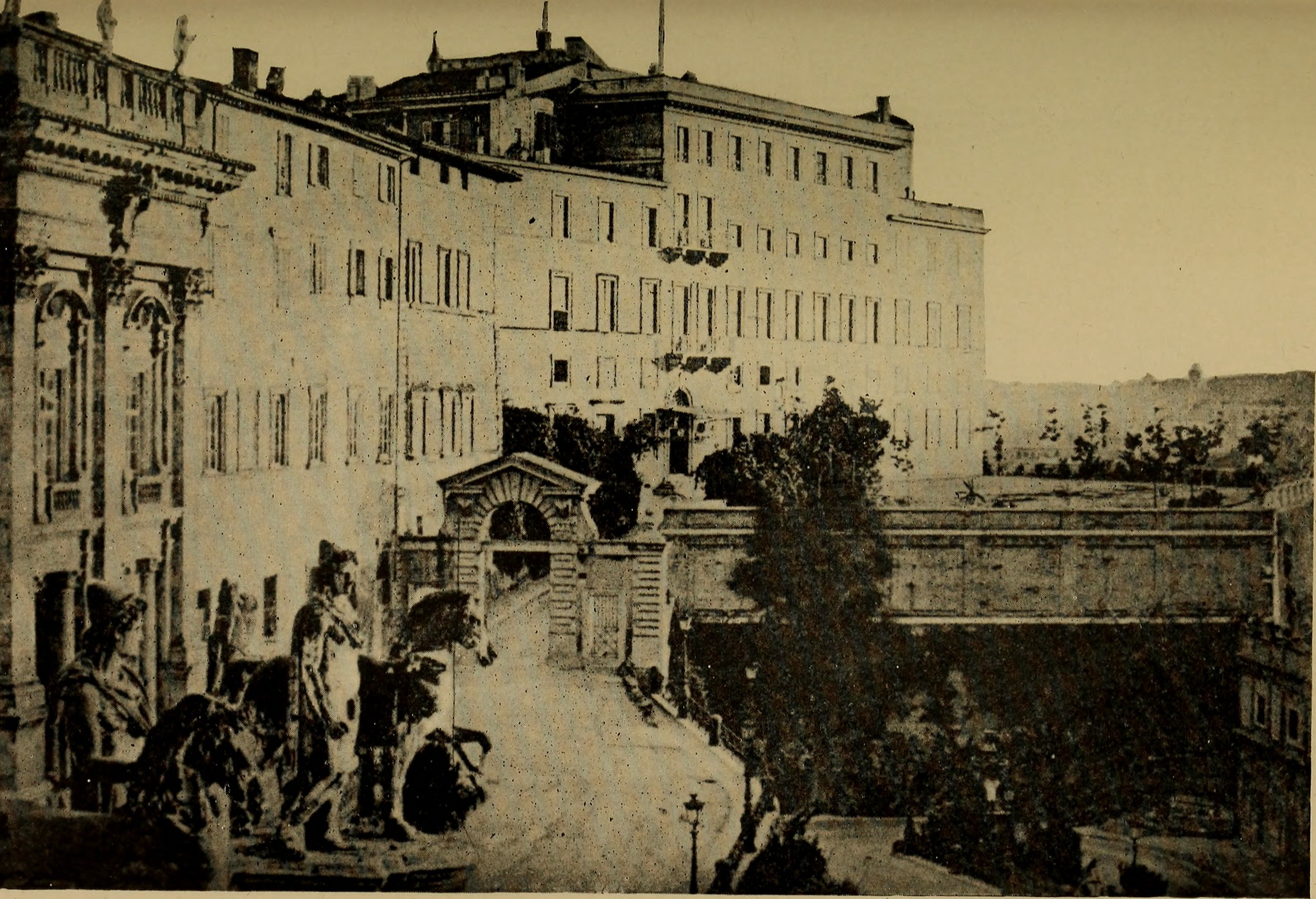
Palais Caffarelli sur une photographie de 1880
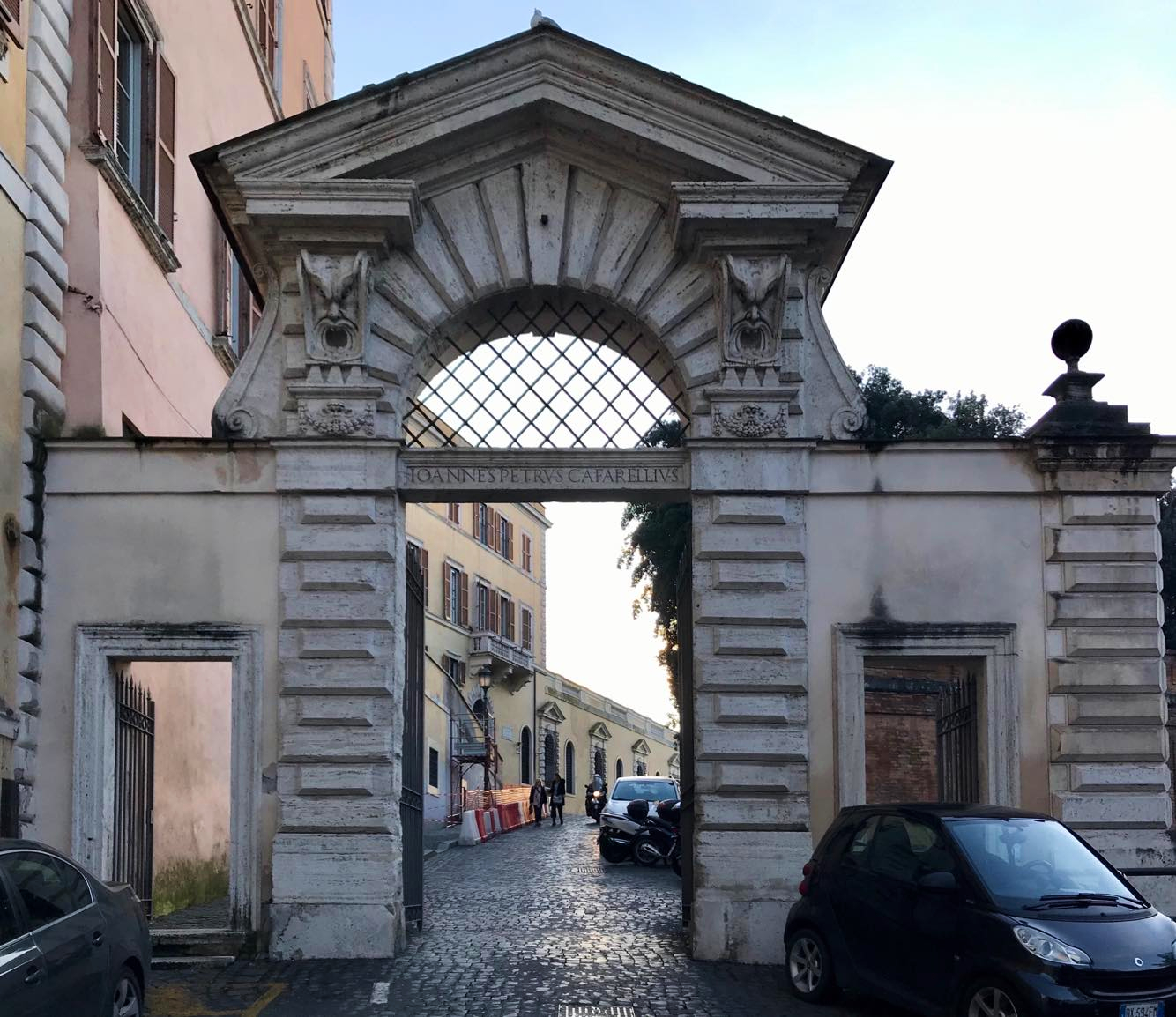
Le portail d'accès à la Villa Caffarelli, via delle Tre Pile
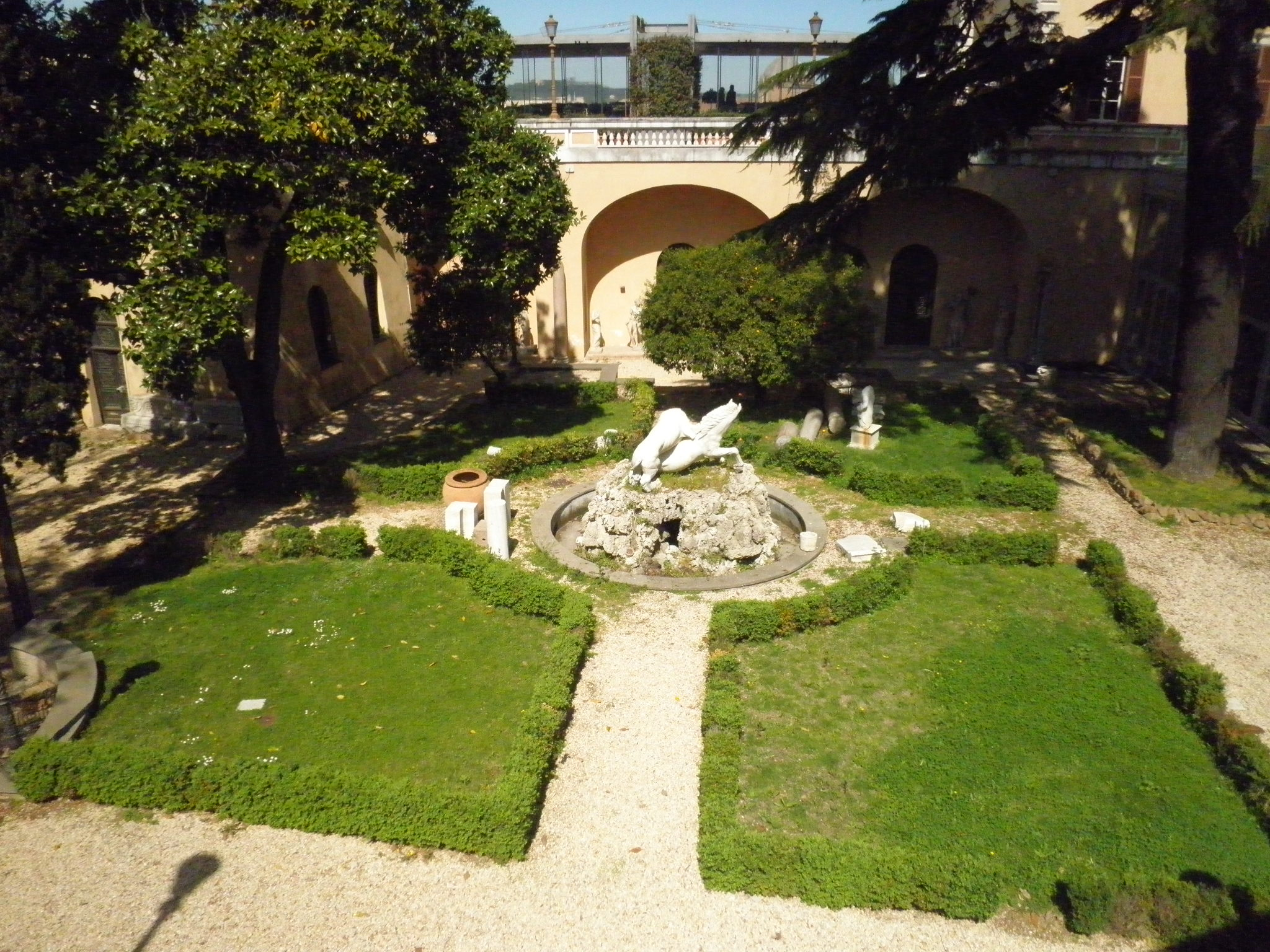
Le jardin romain du Palazzo Caffarelli
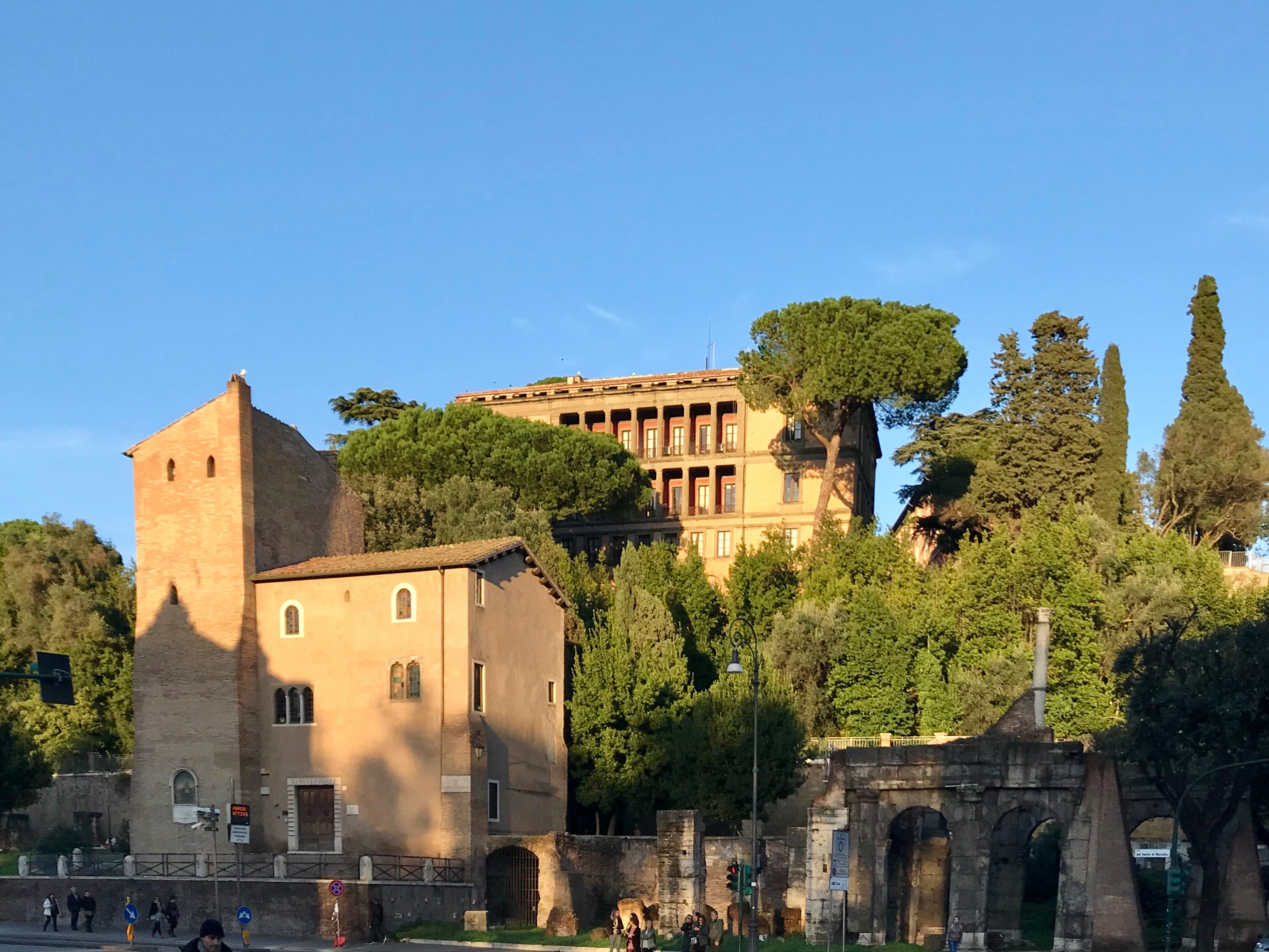
Monte Caprino : l'ancien "Granarone", ancien siège de l'Institut archéologique germanique